# 中華民國紡織業拓展會
財團法人中華民國紡織業拓展會（簡稱紡拓會），原名為中華民國紡織業外銷拓展會，於2000年6月21日更為現名，是中華民國財團法人，成立於1975年（民國64年），由時任國貿局長汪彝定在其任內指導所設立，負責管理台灣紡織品的出口配額相關工作。當時《紡織品出口配額處理辦法》（後於2005年廢除）中，明定由紡織業外銷拓展會管理台灣紡織品的出口配額。
紡拓會第一任董事長是張敏之，由飛騰公司董事長沈養廉、遠東紡織總經理徐旭東擔任常務董事，負責談判。
紡織品配額於2005年全面取消，紡拓會轉型為協助產業推廣創新紡織產品。近年主推永續環保、機能性應用、個人防護、智慧紡織、智慧製造等題材的紡織品開發輔導。 如主辦台北魅力展 、台北紡織展。
2023年10月，時任中華民國副總統賴清德於台北紡織展表示，紡織產業透過永續、機能、智造等三方面促進經濟發展;2024年10月,副總統蕭美琴出席台北紡織展開幕典禮時表示，「晶片產業很重要，但我們的眼中不能只有晶片」，紡織產業是數十年前帶動台灣經濟起飛、經濟奇蹟的重要力量，她樂當台灣紡織品的代言人。統計資料顯示2024年臺灣紡織及成衣工廠超過4,400家，從業人口超過12萬人,總產值超過新台幣3,336億元；紡織及成衣工業貿易順差達988億，是臺灣第3大順差產業，為國家經濟發展貢獻良多。
2024年繼出訪瓜地馬拉、韓國、印度之後，紡拓會董事長郭紹儀率團赴印尼出席首屆「台灣印尼紡織產業會議」，與印尼產官界代表討論雙邊在技術創新、生產能力及市場拓展等領域加強合作,同年11月媒合供應鏈拓展孟加拉市場,提升臺灣紡織堅實競爭力。
2025年4月，為因應對等關稅不確定性所帶來的衝擊，紡拓會攜手韓國紡織工業聯合會，共同推動臺韓紡織產業緊密合作，並搭建雙邊業者之間的交流與合作平臺。

## 歷任首長[15]
| 董事長 | 任期(公元)      |  | 秘書長 | 任期(公元)      |
| ------ | --------------- |  | ------ | --------------- |
| 張敏之 | 1975/11~1988/08 |  | 劉球業 | 1975/11~1978/01 |
| 趙諒公 | 1988/08~1995/01 |  | 趙諒公 | 1978/01~1986/03 |
| 徐旭東 | 1995/01~1999/09 |  | 陳再來 | 1986/03~1989/07 |
| 黃耀堂 | 1999/09~2001/11 |  | 陳 明  | 1989/07~1992/12 |
| 陳修忠 | 2001/11~2003/12 |  | 劉球業 | 1992/12~1995/06 |
| 何 鈞  | 2003/12~2005/11 |  | 劉瑞圖 | 1995/07~2002/12 |
| 王文淵 | 2005/11~2008/03 |  | 許文隆 | 2003/01~2005/04 |
| 蔡昭倫 | 2008/03~2009/08 |  | 黃偉基 | 2005/05~迄今    |
| 王文淵 | 2009/08~2011/08 |  |        |                 |
| 葉義雄 | 2011/08~2014/08 |  |        |                 |
| 詹正田 | 2014/09~2020/08 |  |        |                 |
| 王文淵 | 2020/09~2023/08 |  |        |                 |
| 郭紹儀 | 2023/09~迄今    |  |        |                 |

## 評價
2007年10月，陳水扁嘉勉紡拓會主辦第23屆國際成衣聯盟年會，稱其為台灣參加國際重要非政府組織的成功案例。
2011年11月，蕭萬長出席紡拓會36年會慶，稱紡拓會是台灣紡織業發展的關鍵角色。
2016年10月，蔡英文出席臺北紡織展開幕，稱紡拓會陪伴業者研發、行銷，穩住台灣機能紡織的領導地位，讓夕陽產業變前瞻。

## 國際協定大事紀
| 時間       | 簽署                                                                                          | 內容                           | 備註   |
| ---------- | --------------------------------------------------------------------------------------------- | ------------------------------ | ------ |
| 2005-12-22 | 《紡拓會與越南紡織服裝協會合作備忘錄》                                                        | 展會交流、展團互訪             | [ 20 ] |
| 2006-      | 《紡拓會與孟加拉服裝製造商及出口商協會合作備忘錄》                                            | 展會推廣，企業交流參訪、投資   |        |
| 2009-7-15  | 《紡拓會與印度成衣出口推廣協會AEPC合作備忘錄》                                                | 展會推廣，企業交流參訪、投資   | [ 21 ] |
| 2010-10-13 | 《紡拓會與歐盟紡織服裝聯盟EURATEX合作備忘錄》                                                 | 貿易合作，資訊交流，智財權保障 | [ 22 ] |
| 2015-1-10  | 《紡拓會與印度紡織工業聯合會合作備忘錄》 《紡拓會與印度古吉拉特邦不織布製造商協會合作備忘錄》 | 產業合作，資訊交流             |        |
| 2015-5-6   | 《紡拓會與捷克紡織成衣及皮革協會ATOK合作備忘錄(1)》                                           | 投資，智財權保障，人才交流     | [ 23 ] |
| 2016-2-3   | 《紡拓會與波蘭成衣製造商協會PCMA合作備忘錄》                                                  | 投資，智財權保護，人才培訓     | [ 24 ] |
| 2016-5-3   | 《紡拓會與土耳其商人與企業家協會MASIAD合作備忘錄》                                            | 紡織品經貿合作                 | [ 25 ] |
| 2017-10-17 | 《紡拓會與捷克成衣及皮革協會ATOK合作備忘錄(2)》                                               | 投資，智財權保護、夥伴開發     | [ 26 ] |
| 2017-12-8  | 《臺灣工業總會暨紡拓會與越南商工總會VCCI合作備忘錄》                                          | 產業鏈交流，夥伴關係           | [ 27 ] |
| 2019-7-2   | 《紡拓會與越南紡織服裝協會合作備忘錄》                                                        | 展會交流、展團互訪             |        |
| 2021-9-15  | 《紡拓會與越南臺灣商會聯合總會合作備忘錄》                                                    | 展會交流、展團互訪             |        |
| 2024-3-13  | 《紡拓會與瓜地馬拉服裝紡織協會VESTEX合作備忘錄》                                              | 投資、合資企業、展覽合作       | [ 28 ] |
| 2024-7-8   | 《紡拓會與印度紡織工業聯合會CITI合作備忘錄》                                                  | 產業合作，資訊交流             | [ 29 ] |
| 2024-7-17  | 《紡拓會與越南臺灣商會聯合總會合作備忘錄》                                                    | 展會交流、展團互訪             |        |